# Helmut Hoping
Helmut Hoping (* 1956 in Meppen, Emsland) ist ein deutscher katholischer Theologe und Professor für Dogmatik an der Universität Freiburg im Breisgau.

## Biografie
Helmut Hoping studierte von 1976 bis 1982 Philosophie, Theologie und Pädagogik in Münster. Anschließend arbeitete er an der Universität Tübingen, wo er 1989 mit einer Arbeit zur Erbsündenlehre im Ausgang von Immanuel Kant promovierte. 1991–1992 führte er einen Forschungsaufenthalt an der Katholischen Universität von Amerika in Washington D.C. durch. 1995 empfing er die Diakonenweihe und habilitierte sich in Tübingen mit einer Arbeit über das Verhältnis von Philosophie und Theologie bei Thomas von Aquin. In den Jahren 1997–2000 lehrte er als ordentlicher Professor für Dogmatik an der Theologischen Fakultät der Universität Luzern. Vom März bis April 2004 war er Gastprofessor am Theology Department des Boston College. Seit 2000 lehrt er als ordentlicher Professor für Dogmatik und Liturgiewissenschaft an der Theologischen Fakultät der Universität Freiburg im Breisgau und war von 2004 bis 2008 Dekan dieser Fakultät. Er war von 2008 bis 2010 Geschäftsführender Direktor der Internationalen Graduiertenakademie der Universität Freiburg. 2009–2011 war er Vorsitzender des Universitätsverbandes zur Qualifizierung des wissenschaftlichen Nachwuchses in Deutschland (UniWiND). 2006–2014 war er außerdem theologischer Berater der Liturgiekommission der Deutschen Bischofskonferenz.
Er ist verheirateter Ständiger Diakon und hat zwei Kinder.

## Veröffentlichungen (Auswahl)
Monographien
- Mein Leib für euch gegeben. Geschichte und Theologie der Eucharistie. 2., erw. Aufl. (1. Aufl. 2011), Herder, Freiburg i. B. 2015 (ISBN 978-3-451-34259-2)
- Kreuz und Altar. Die Gegenwart des Opfers Christi in der Eucharistie. Dominus Verlag, Augsburg 2010 (ISBN 978-3-940879-10-3)
- Einführung in die Christologie. 2. Auflage. WBG, Darmstadt 2010 (ISBN 978-3-534-23744-9)
- Heil erfahren in den Sakramenten. Herder, Freiburg i. B. 2009 (ISBN 978-3-451-30139-1)
- Weisheit als Wissen des Ursprungs. Philosophie und Theologie in der ›Summa contra gentiles‹ des Thomas von Aquin. Herder, Freiburg i. B. 1997 (ISBN 3-451-26234-7).
- Freiheit im Widerspruch: eine Untersuchung zur Erbsündenlehre im Ausgang von Immanuel Kant. Tyrolia, Innsbruck 1990 (ISBN 3-7022-1747-9).

Herausgeber
- mit Peter Hünermann: Heinrich Denzinger: Kompendium der Glaubensbekenntnisse und kirchlichen Lehrentscheidungen. 45. Aufl., Herder, Freiburg i. B. 2017 (ISBN 978-3-451-34797-9)
- mit Michael Schulz: Unheilvolles Erbe? Zur Theologie der Erbsünde. Herder, Freiburg i. B. 2009 (ISBN 978-3-451-02231-9)
- Die Bindung Isaaks. Stimme, Schrift, Bild. Schöningh, Paderborn 2009 (ISBN 978-3-506-76868-1).
- mit Michael Schulz: Jesus und der Papst. Systematische Reflexionen zum Jesus Buch des Papstes. Herder, Freiburg i. B. 2007.

## Schriften
- Pelagius. In: Biographisch-Bibliographisches Kirchenlexikon (BBKL). Band 7, Bautz, Herzberg 1994, ISBN 3-88309-048-4, Sp. 168–173 (Artikel/Artikelanfang im Internet-Archive).